# ديفيد مايرز (أستاذ جامعي)
ديفيد مايرز (بالإنجليزية: David Myers)‏ هو عالم نفس أمريكي، ولد في 20 سبتمبر 1942 في سياتل في الولايات المتحدة.

## وصلات خارجية
- الموقع الرسمي